# Сара Гудрідж
Сара Ґудрідж (англ. Sarah Goodridge; нар. 5 лютого 1788, Темплтон, Массачусетс, США — пом. 28 грудня 1853, Бостон, Массачусетс, США) — американська художниця, яка працювала в жанрі портретної мініатюри. Старша сестра Елізабет Гудрідж.

## Життя і творчість
Сара Ґудрідж народилася у Темплтоні, штат Массачусетс, шостою дитиною і третьою дочкою Ебенезера Гудрідж і його дружини Бели Чайлдс. У ранньому віці почала малювати і проявила здатність до мистецтва. Жіночі освітні можливості були обмеженими в той час, тому вона була в основному художницею-самоучкою.
Відвідувала місцеву школу. Ранні замальовки оточуючих її людей робила на бересті, оскільки на папір не вистачало коштів. Кілька місяців жила зі своїм братом Вільямом у Мілтоні та відвідувала тамтешню школу-інтернат. Отримала кілька уроків малювання в Бостоні, куди кілька разів навідувалася з братом. Під час однієї з таких поїздок познайомилася з художником Гілбертом Стюартом, який зацікавився її роботами і пізніше критикував їх. у Стюарта Ґудрідж навчалася техніці. 1825 створила його портрет, який, як він стверджував, був єдиною роботою, де він дійсно був на себе схожий. Також відомі її мініатюри генерала Генрі Лі, Теофіла Парсонса, Ісайі Томаса, Денієля Вебстера і генерала Генрі Нокса.
У 1820 році переїхала жити з сестрою Елізою в Бостон, де отримала перші уроки і почала писати мініатюрні портрети виняткової якості. Роботи Ґудрідж користувалися успіхом, і вона могла підтримувати себе й родину протягом кількох десятиліть. Її картини були представлені в Бостоні і у Вашингтоні. 
Через проблеми із зором у 1851 році вона залишила живопис і оселилася в місті Редінг, Массачусетс.
Серед найбільш цікавих і особистих робіт Гудрідж є мініавтопортрет оголених грудей «Розкрита краса». Картина знаходиться в музеї мистецтва Метрополітен у Нью-Йорку. Мініатюра була написана на шматочку слонової кістки розміром всього 6,7×8 сантиметрів. Виконана у 1828 році, вона була подарована художницею близькому другові, кореспонденту Денієлю Вебстеру.
Померла 28 грудня 1853 року в Бостоні, де прожила більшу частину життя.

Відомі роботи
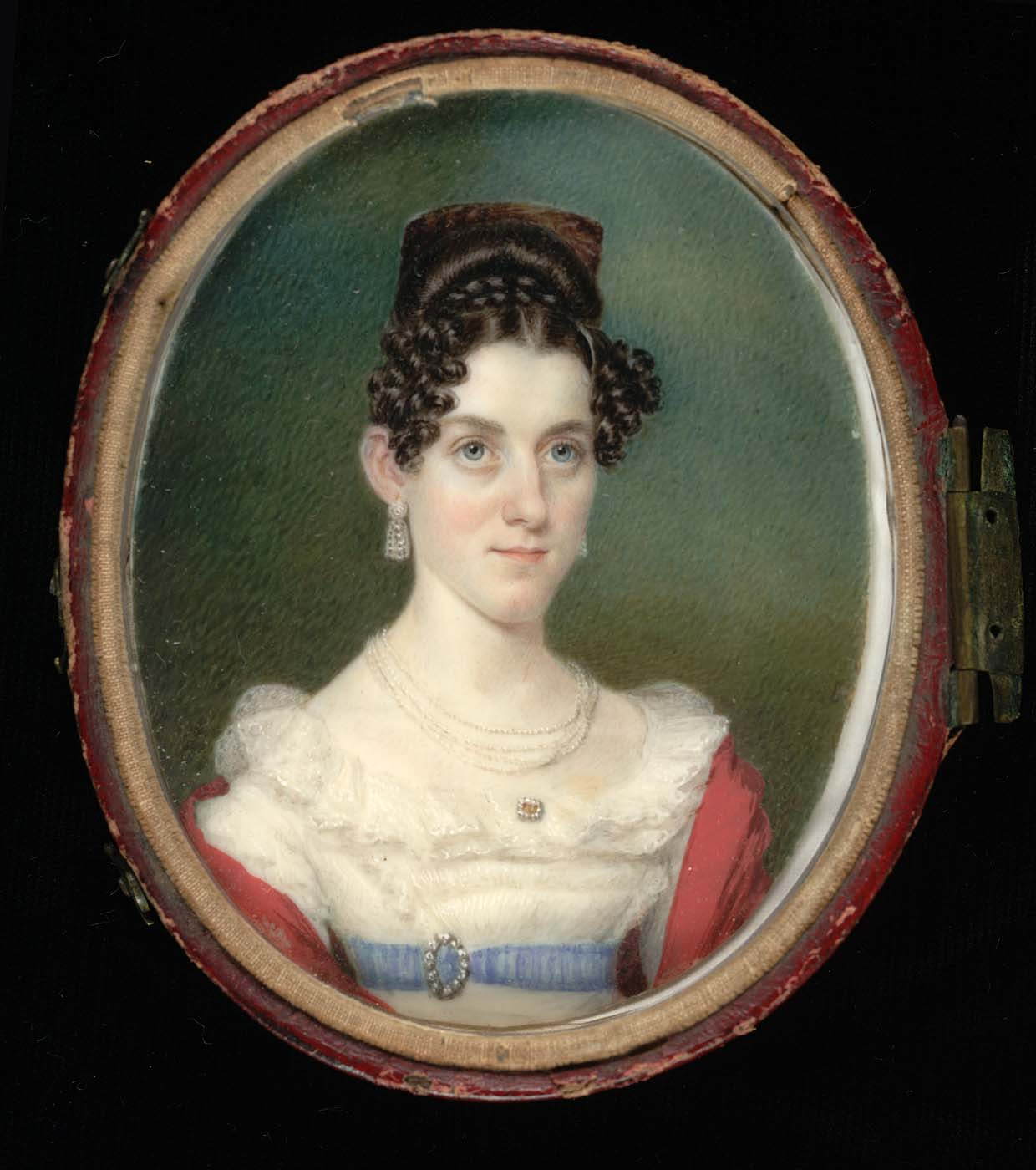
Матильда, близько 1825 року
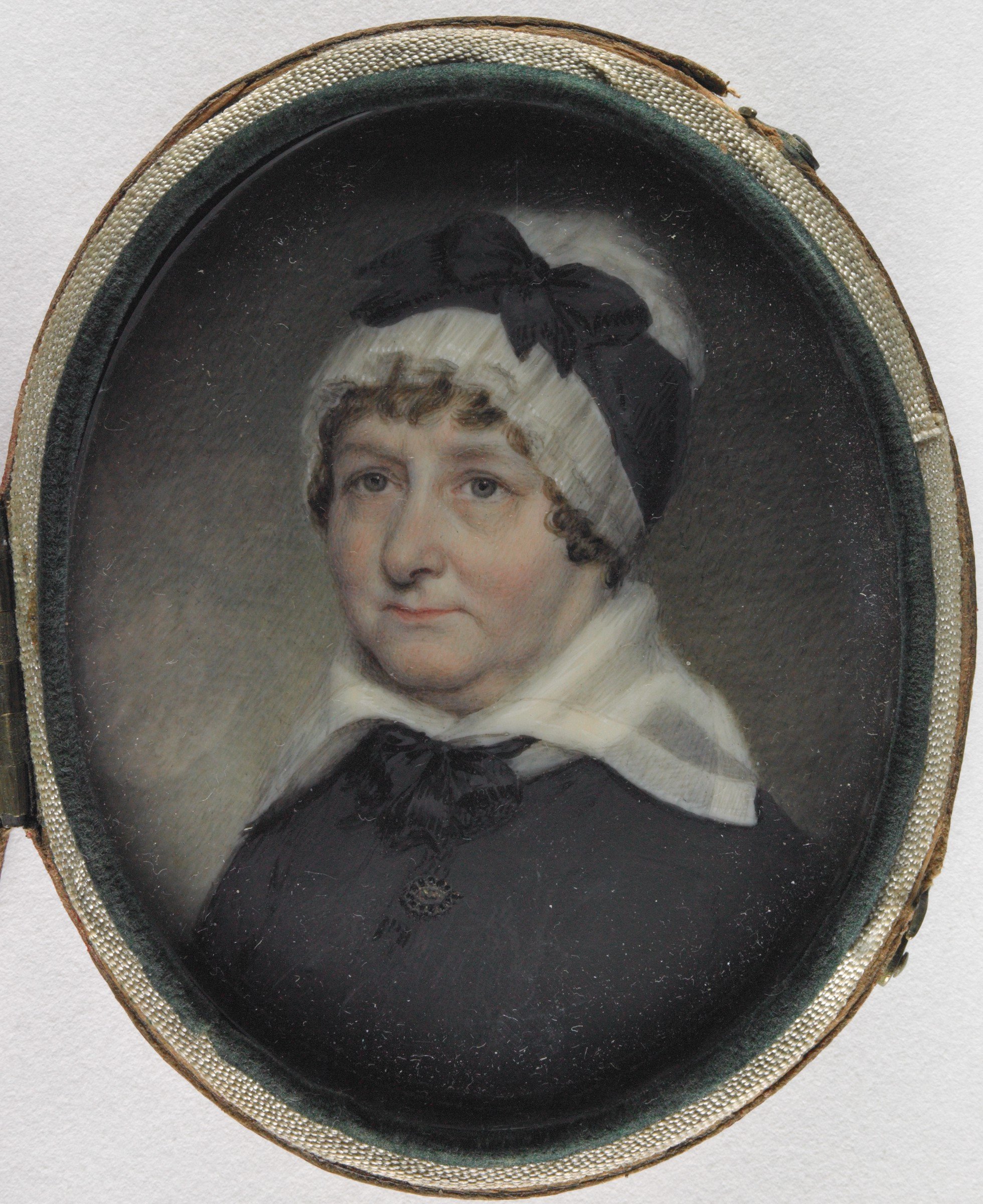
Елізабет Грінліф Парсонс
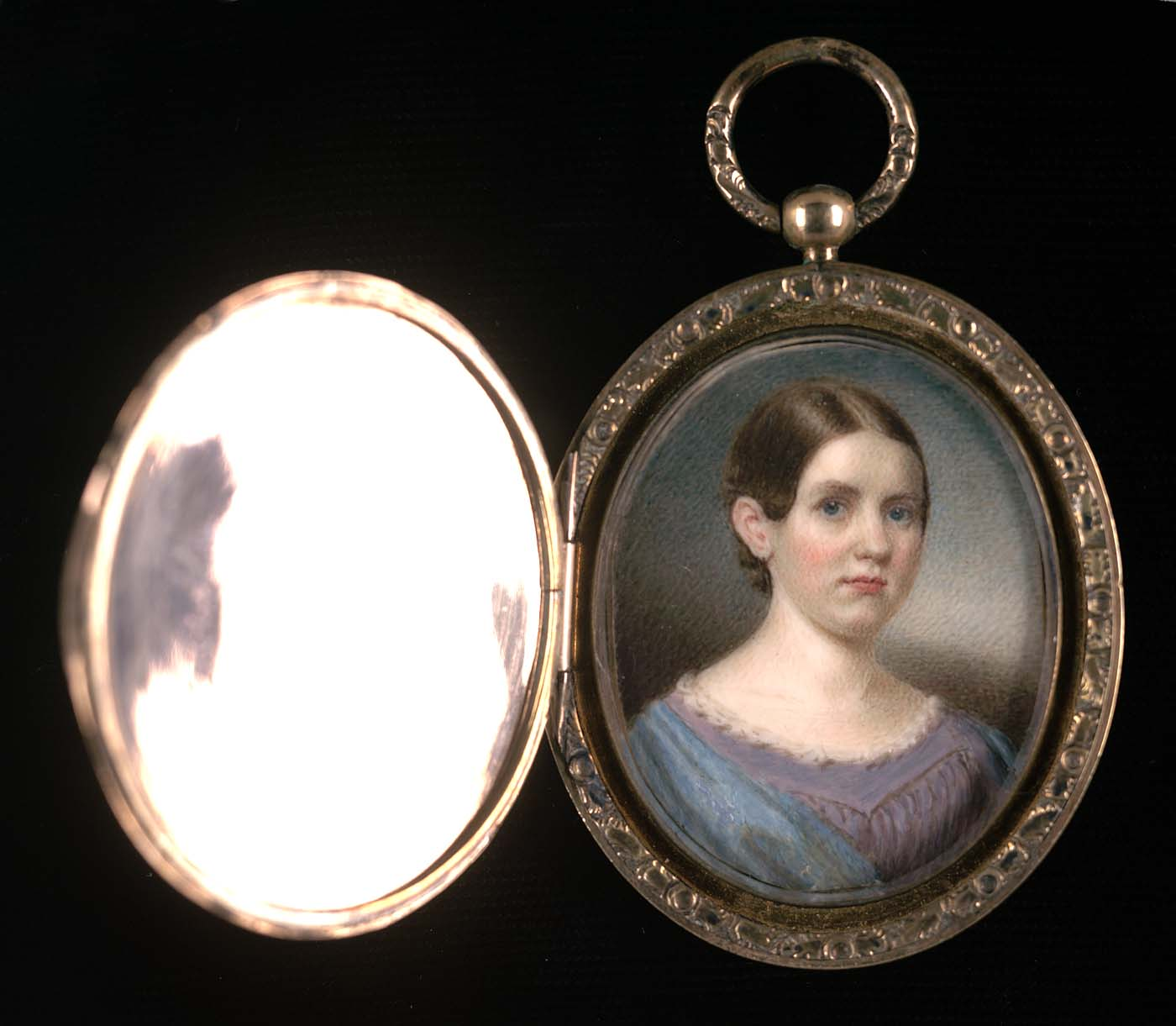
Емілі Епплтон
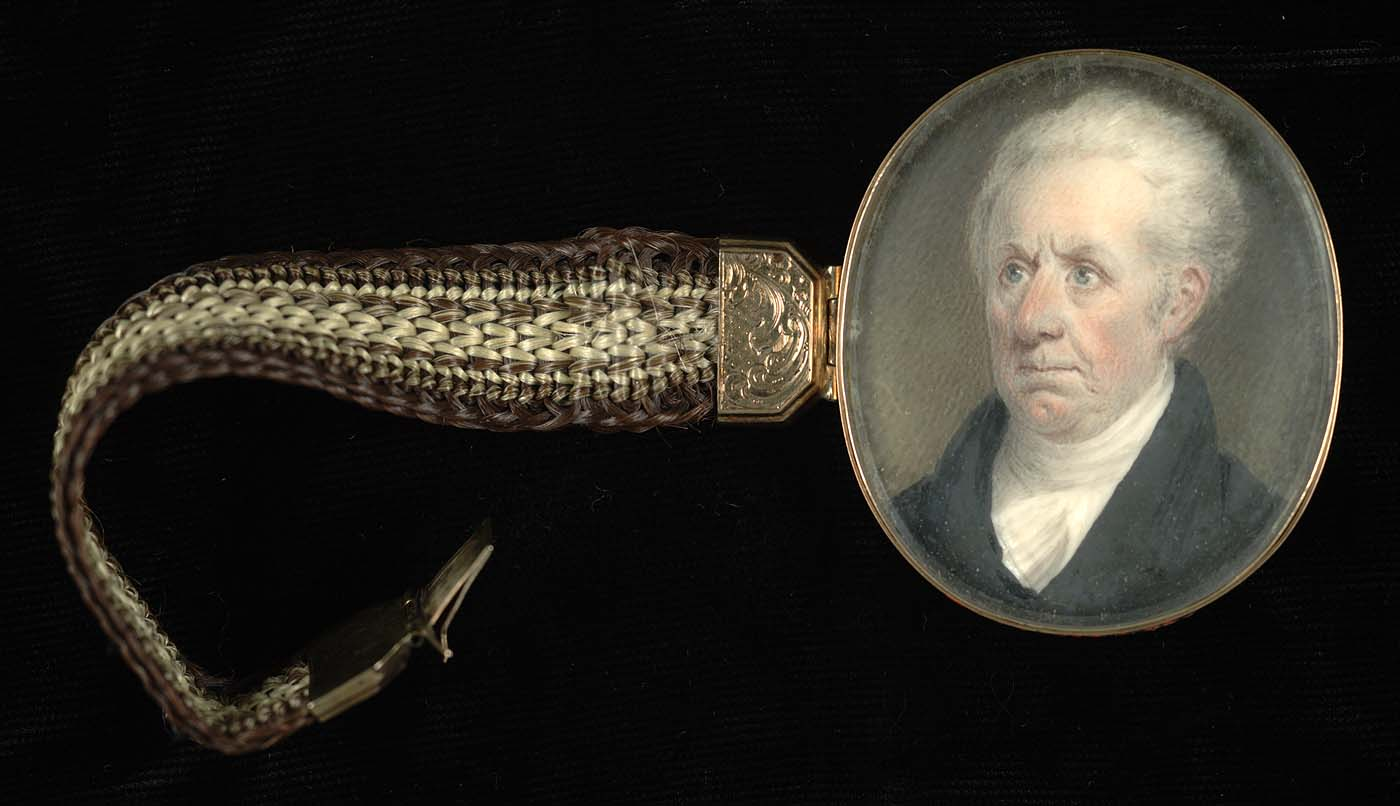
Гілберт Стюарт, мініатюра на брелоку
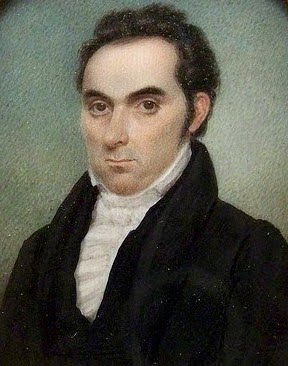
Портрет Данієля Вебстера, 1825
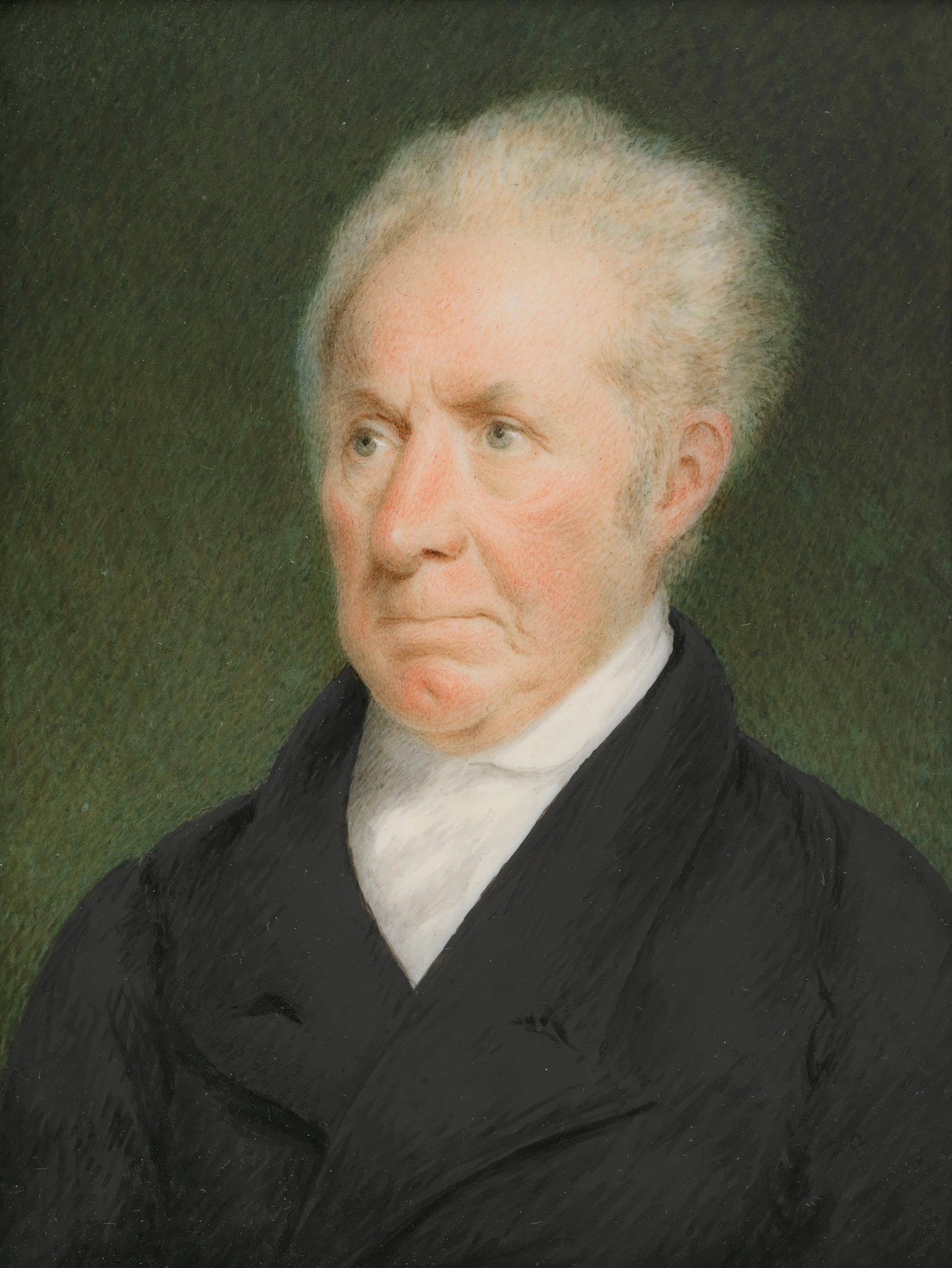
Портрет Гілберта Стюарта, 1825
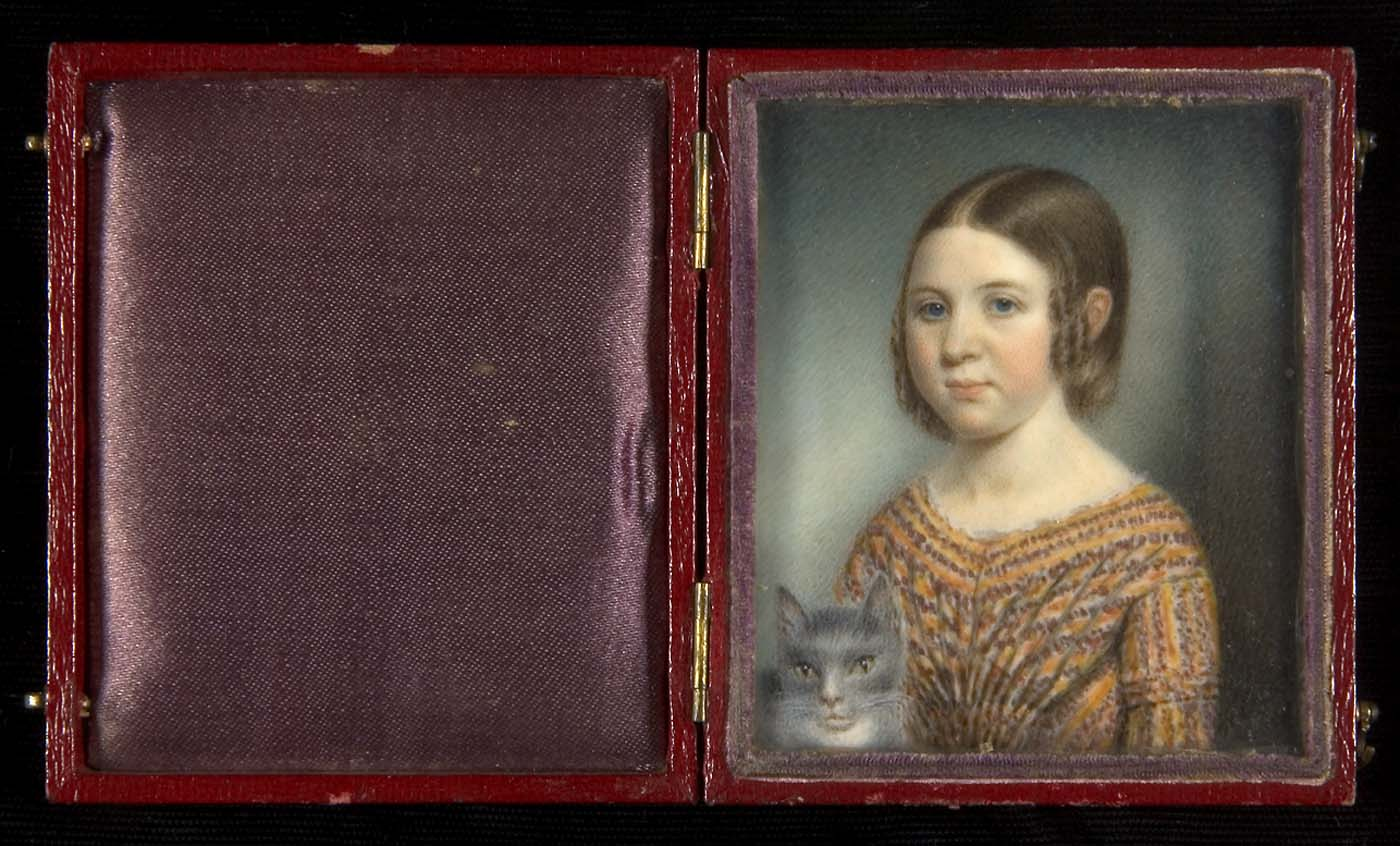
Бьюла Епплтон та її кіт
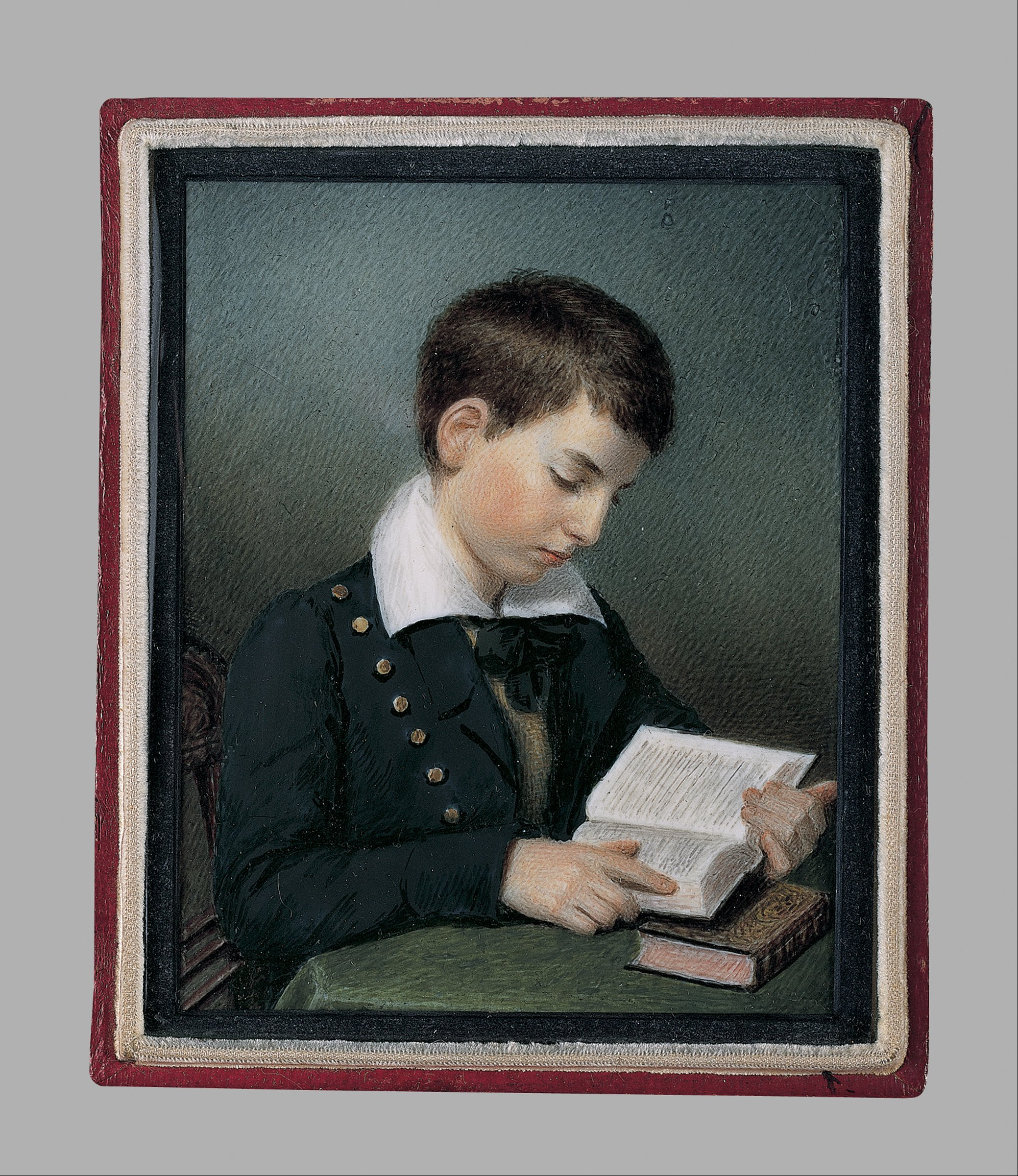
Студентська молодість (Едвард Епплтон)
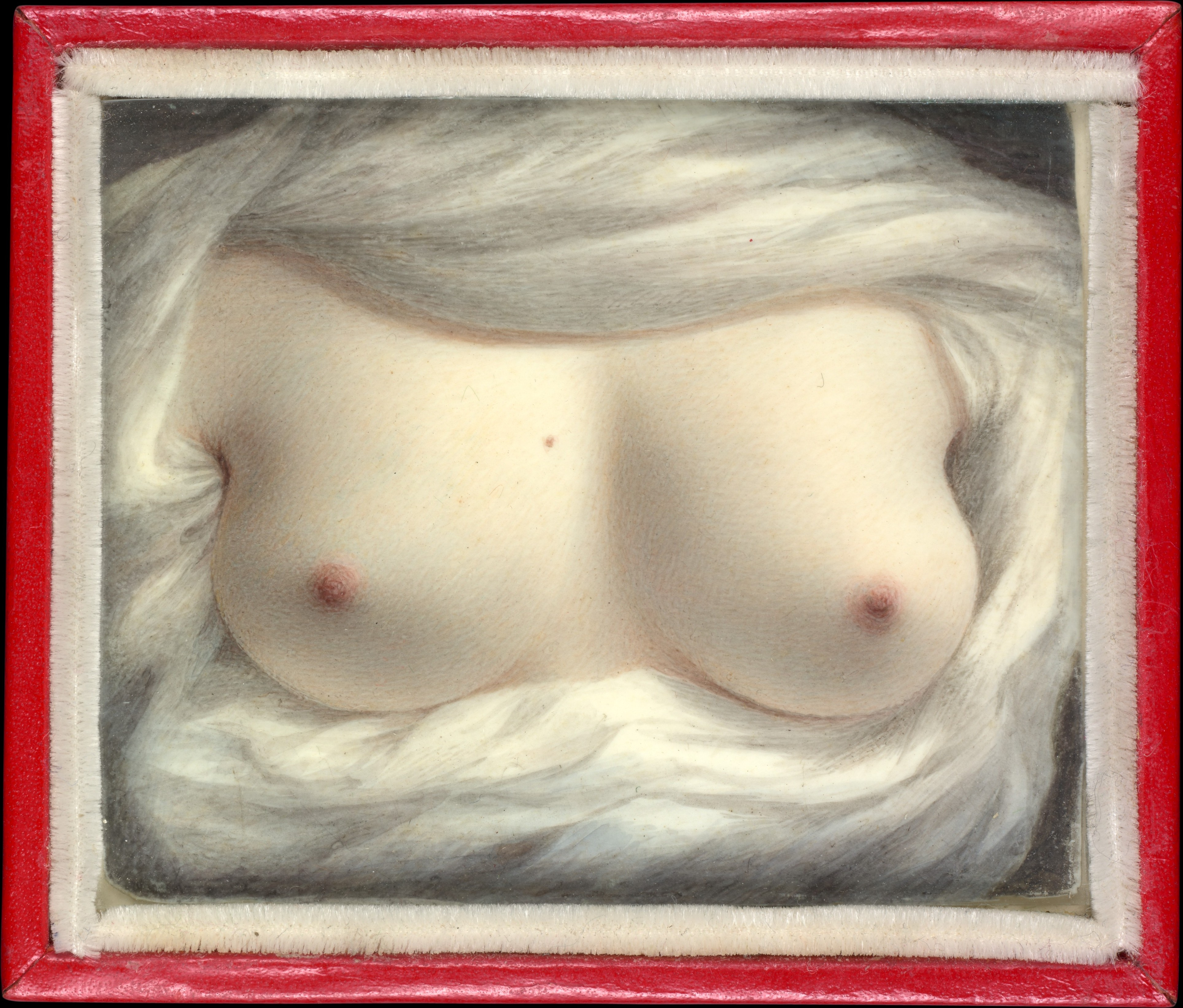
Розкрита краса, 1828